# Przeziernik bukowiec
Przeziernik bukowiec (Synanthedon vespiformis) – gatunek owada z rodziny przeziernikowatych.

## Pokrój
Przeciętne wymiary to 15,0 mm długości i 3,2 mm szerokości. Pokrój upodabniający gatunek do os. Posiada czułki granatowoczarne, przed oczami białe przepaski, a z tyłu głowy wieniec żółtych włosków. Tułów granatowoczarny z żółtymi plamkami u nasady skrzydeł, na zapleczu i piersiach. 
Przednie brzegi skrzydeł ciemnobrunatne, a brzegi skrzydeł przednich czerwonawe. Przepaska czerwona od zewnątrz, a od wewnątrz brunatna, na części skrzydeł przezroczyste okienka pozbawione łusek. 
Golenie żółte z granatowymi obrączkami, stopy żółte. Odwłok granatowoczarny, po stronie grzbietowej i brzusznej część pierścieni żółto obrzeżona. Szczotka odwłokowa samca granatowoczarna, z żółtą plamką, a u samic żółta z czarny polem w środku.

## Występowanie
Gąsienice żerują pod korą starych dębów (rzadziej buków, topól, brzóz, wierzb, orzechów włoskich) i zimują dwukrotnie, okres lotu: od kwietnia do września w zależności od stanowiska. Zasiedla lasy, parki, aleje, zaniedbane sady. Dorosłe osobniki są aktywne w ciągu dnia, chętnie odwiedzając kwiaty roślin selerowatych.
Występuje na terenie Północnej Afryki, Europy (z wyjątkiem północnej), w tym w całej Polsce, a także w południowo-zachodniej Azji od Turcji do Iranu.